# Bavolet
Bavolet är de krås som bars i nacken på bahytterna. 
Då bahytternas främre brätte var brett var bavoleten smal men tilltog i bredd på 1840- och 1850-talet, då frambrättet smalnade till en liten kant. till slut blev bavoleten frigjord från bahytten och användes som hårklädsel.